# Indywidualne Mistrzostwa Szwecji na Żużlu 1977
Indywidualne Mistrzostwa Szwecji na Żużlu 1977 – cykl turniejów żużlowych, mających wyłonić najlepszych żużlowców szwedzkich. Tytuł wywalczył Bernt Persson (Smederna Eskilstuna). 

## Finał
- Kumla, 19 sierpnia 1977

| Msc. | Zawodnik              | Klub                 | Pkt   |  |  |
| ---- | --------------------- | -------------------- | ----- |  |  |
| 1    | Bernt Persson         | Smederna Eskilstuna  | 15    |  |  |
| 2    | Tommy Nilsson         | Getingarna Sztokholm | 14    |  |  |
| 3    | Sören Karlsson        | Vargarna Norrköping  | 11 +3 |  |  |
| 4    | Hans Holmqvist        | Indianerna Kumla     | 11 +2 |  |  |
| 5    | Bengt Jansson         | Smederna Eskilstuna  | 11 +1 |  |  |
| 6    | Jan Andersson         | Kaparna Göteborg     | 10    |  |  |
| 7    | Christer Sjösten      | Bysarna Visby        | 10    |  |  |
| 8    | Tomas Pettersson      | Vargarna Norrköping  | 10    |  |  |
| 9    | Karl Erik Claesson    | Örnarna Mariestad    | 6     |  |  |
| 10   | Tommy Johansson       | Dackarna Målilla     | 6     |  |  |
| 11   | Jan Johansson         | Skepparna Västervik  | 6     |  |  |
| 12   | Per Åke Gerhardsson   | Indianerna Kumla     | 4     |  |  |
| 13   | Bo Wirebrand          | Njudungarna Vetlanda | 3     |  |  |
| 14   | Börje Klingberg       | Örnarna Mariestad    | 2     |  |  |
| 15   | Lars Inge Hultberg    | Gamarna Sztokholm    | 1     |  |  |
| 16   | Jan Davidsson         | Piraterna Motala     | 0     |  |  |
|      | rez. Conny Samuelsson | Njudungarna Vetlanda | 0     |  |  |
|      | rez. Bertil Andersson | Dackarna Målilla     | 0     |  |  |